# Moreno Marchetti
Pour les articles homonymes, voir Marchetti.
Moreno Marchetti, né le 27 avril 1998 à Cittadella (Vénétie), est un coureur cycliste italien.

## Palmarès sur route

### Par année
- 2016
  - 3e du Grand Prix Bati-Metallo
- 2017
  - Gran Premio della Possenta
  - Trofeo Papà Cervi
  - Mémorial Denis Zanette
  - 2e de l'Alta Padovana Tour
  - 2e du Trophée Giacomo Larghi
  - 3e de la Coppa Ardigò
  - 3e du Trophée Stefano Fumagalli
  - 3e du Gran Premio Sannazzaro
  - 3e du Trophée Lampre
- 2018
  - Grand Prix De Nardi
  - Grand Prix Ceda
  - Circuito di Sant'Urbano
  - Trophée de la ville de Castelfidardo
  - Pistoia-Fiorano
  - 2e du Mémorial Vincenzo Mantovani
  - 2e du Circuito del Porto-Trofeo Arvedi
- 2019
  - 3e étape du Tour d'Albanie

### Classements mondiaux
| Année           | 2018 | 2019   |
| --------------- | ---- | ------ |
| UCI Europe Tour | 803e | 1 513e |
| UCI Asia Tour   | 585e |        |

## Palmarès sur piste

### Championnats du monde juniors
- Aigle 2016
  -  Médaillé de bronze du scratch juniors

### Championnats nationaux
- 2015
  - 2e du championnat d'Italie de poursuite par équipes juniors
  - 2e du championnat d'Italie de l'américaine juniors
  - 2e du championnat d'Italie de vitesse par équipes juniors
- 2016
  -  Champion d'Italie de course aux points juniors[4]
  - 3e du championnat d'Italie de l'américaine juniors